# Дора (департамент)
Дора (фр. Doire; Département de la Doire) — департамент Франции в 1802—1814 годах, с административным центром в Иврее.
Департамент был образован 11 сентября 1802 органическим сенатусконсультом 24 фрюктидора X года Республики. Название было дано по реке Дора-Бальтеа, на берегах которой расположены Аоста и Иврея. Вместе с пятью другими (Маренго, По, Сезия, Стура и Танаро), он был создан на территории Пьемонта, аннексированного Францией после ликвидации марионеточной Субальпинской республики.
Площадь департамента составляла 250 853 га, население — 238 000 человек (1812).
Состоял из трех округов:
- Округ Иврея.
  - Кантоны: Вико, Вистрорио, Иврея, Кандия, Каравино, Кастелламон, Куорнье, Кьяверано, Локана, Понт, Сен-Мартен, Сеттимо-Виттоне и Страмбино
- Округ Аоста:
  - Кантоны: Аоста, Вальпеллин, Веррес, Вильнёв, Доннас, Морже, Фонтен-Мор, Шатийон
- Округ Кивассо
  - Кантоны: Калузо, Кивассо, Ривара, Ривароло, Сен-Бениньо, Сен-Жорж

Департамент Дора был включен в 27-ю военную дивизию, 16-ю когорту Почетного легиона, 29-й лесной округ, диоцез Ивреи, Туринское сенаторство и относился к Туринскому императорскому суду. Этот департамент избирал двух депутатов в Законодательный корпус.

## Список префектов
- 10 мая 1801 — 1805 — Анджело Гандольфо
- 4 мая 1805 — 1808 — Адриен Годар д'Окур де Планси
- 30 мая 1808 — 1813 — барон Огюст Жюбе де Лаперель
- 12 марта 1813 — 1814 — маркиз Сипьон де Николаи